# درو مکینتایر
مکینتایر  یک کشتی‌گیر حرفه‌ای اسکاتلندی متولد ۶ ژوئن ۱۹۸۵ (میلادی) است که با نام درو مکینتایر، در مسابقات کشتی حرفه‌ای شرکت می‌کند.
وی در ابتدا یک کاراکتر منفور و ضعیف در دبلیو دبلیو ای بود و در سال ۲۰۱۴ اخراج شد ولی در سال ۲۰۱۶ در ان اکس تی بازگشت و با شکست دادن بابی رود قهرمان کمربند ان اکس تی شد و در سال ۲۰۱۸ با دولف زیگلر تگ تیم شد اما در سال ۲۰۱۹ تبدیل به یک کشتی گر لجند شد و رویال رامبل ۲۰۲۰ برد و قهرمان شد وتا سال‌۲۰۲۱ هم رندی اورتون فیود داشت و هم براک لزنر را شکست داد و تا بحال دو بار قهرمان دبلیو دبیلو ای شده است.
او همچنین برنده مسابقه المنیشن چمبر مچ مردان در سال 2024 شد و به مین اونت رسلمنیا راه یافت و با ست (فریکن) رالینز سر کمربند سنگین وزن مسابقه داد ودر آن مسابقه پیروز شد.                   == دوران کشتی حرفه‌ای==
از سال ۲۰۰۱، تاکنون در این رشته، و در مسابقات نوع راو فعال بوده‌است. اندرو یک بار در سال ۲۰۰۹ (دربرابر جان مورسیون) قهرمان کمربند بین قاره ای (کمربند اینترکانتیننتال چمپیون شیپ) شده. او در سال ۲۰۱۸ به همراه دولف زیگلر به راو آمد و با او قهرمان کمربند تگ تیم نیز شد. همچین وی قهرمان کمربند اصلی بخش NXT (دبیو دبلیو ایی) نیز شده. او در رویال رامبل مچ ۳۰ نفره سال با حذف آخرین نفر در رینگ رومن رینز برنده رویال رامبل شد و به مین اونت رسلمنیای ۳۶ راه پیدا کرد. در راو شب بعد رویال رامبل او تیم oc را شکست داد و پس از مسابقه براک لزنر به او F5 زد.
همچنین باید بدانیم که بزرگترین رویداد ورزشی و تاریخی جهان یعنی رسلمنیا به دلیل شیوع ویروس کرونا بدون تماشاگر و در ۲ شب متوالی در مرکز تمرینات کمپانی WWE برگزار شد. او بعد از بازی با براک لزنر مشغول مصاحبه در رینگ بود که بیگ شو با یک داور وارد رینگ شد و از مکنتایر خواست مسابقه ای با او بر سر کمربند wwe داشته باشد، مکنتایر ابتدا گفت خسته است اما بیگ شو به مکنتایر سیلی زد و مکنتایر عصبانی شد و مسابقه را قبول کرد با این که مکنتایر خسته بود و از مسابقه اش با براک لزنر زمان زیادی نمی‌گذشت اما توانست در یک مسابقه سخت بیگ شو را با یک کلیمور کیک شکست دهد و بدین ترتیب درو مکنتایر توانست در یک شب هم غول (بیگ شو) و هم جانور (براک لزنر) را شکست دهد. در راو بعد رسلمنیا مکنتایر صحبتی خواست بکند که ناگهان تیم مکزیکی آندراده رسیدن و آندراده مکنتایر رو چلنج کرد و مکنتایر قبول کرد و مسابقه شروع شد، مکنتایر به راحتی هم تیمی‌های آندراده رو مورد ضرب شتم قرار می‌داد و با زدن کلیمور کیک آندراده رو به راحتی شکست داد. مکینتایر ست رالینز را در مانی این د بانک ۲۰۲۰ شکست داد و همچنین او در رویداد بک لش ۲۰۲۰ با بابی لشلی مسابقه داد که برنده شد. همچنین وی در اکستریم رولز ۲۰۲۰ در یک مسابقه اکستریم رولز مچ توانست دولف زیگلر را شکست دهد ولی زیگلر یک مسابقه دیگر درخواست کرد که دوباره با پیروزی مکنتایر همراه بود. او همچنین در رویداد سامر اسلم توانست رندی اورتن را با یک رول ناگهانی شکست دهد و بعد از این مسابقه رندی اورتن در بک استیج به او حمله کرد و او را مصدوم کرد. اما در هفته بعد یعنی بعد از مسابقه‌های پشت سر هم رندی اورتن و کیت لی، رندی در حال مصاحبه بود که مکینتایر با آمبولانس وارد شد و به رینگ آمد و بالاخره کلایمور کیک رو به رندی اورتن زد اما این پایان ماجرا نبود و مکینتایر بعد از ان دو بار دیگر (یک بار در مسابقه رندی و کیت لی و یک بار در بک استیج) به او کلایمور کیک زد
مسابقه بعدی این دو در clash of champion برگزار شد و نوع مسابقه آمبولانس مچ بود و این مسابقه را مکینتایر با کمک بیگ شو کریسشن شاون مایکلز و ریک فلر برنده شد. پس از آن مکینتایر در حال مصاحبه بود که تم دولف زیگلر به صدا درآمد و بعد از آن رابرت رود وارد شد و با مکینتایر مسابقه داد و أین مسابقه هم مثل بقیه مسابقه‌ها با یک کلایمور کیک به پایان رسید. بعد از آن رویدادها او در هل این ا سل به مصاف رندی اورتون در قفس جهنمی رفت و در پایان مسابقه وقتی می‌خواست کلایمور را به رندی بزند، رندی جا خالی می‌دهد و مکینتایر به پشت رو زمین می‌افتد و بعد از آن اورتون کار را با آر کی او به پایان می‌رساند و مکینتایر کمربند خود را از دست داد و رندی اورتون قهرمان جدید wwe شد، ولی درگیری این دو به اینجا ختم نشد و در شو Raw قبل از پیپر ویو سوروایول سیریِّس عنوان قهرمانی خود را از رندی اورتون پس گرفت و برای دومین بار قهرمان کمربند اصلی wwe شد و در پیپر ویو سوروایول سیریِّس به مصاف رومن رینز رفت هر چند که با دخالت جی اوسو بازی را باخت. و بعد وارد فیودی(درگیری) با ای جی استایلز شد و این دو باهم بر سر کمربند اصلی کمپانی wwe در پیپر ویو تی ال سی(TLC) مسابقه ایی دادند و دمیز چمدان مانی این د بنک خود را کش کرد اما موفق نبود و درو مکینتایر قهرمان کمربند WWE باقی ماند. اما میز به دلیل این که جان موریسون  مانی این د بنک را کش کرده بود توانست مانی این د بنک خود را پس بگیرد. درو مکینتایر در شو راو  Legend  Night در برابر کیث لی ( Kieth Lee ) سر کمربند دبلیو دبلیو ای مسابقه داد و در حالی که کیث لی میخواست به مکینتایر اسپریت بام و فینیشر خود را بزند مکینتایر  یک کلایمور  به او میزند و کیث لی را شکست می دهد. و عنوان قهرمانی خود را حفظ میکند اما بعد از مسابقه گلدبرگ به رینگ می آید و درو مکینتایر را در رویال رامبل سال 2021 برای کمربند دبلیو دلبیو ای چلنج می کند. و در مسابقه درو مکینتایر موفق به پیروزی میشود . بعد از مسابقه درو مکینتایر و گلدبرگ با هم دست می دهند و بعد در راو شیمس دوست قدیمی گالووی بھ او حملھ میکند و در المینیشن چمبر 2021 در مقابل کوفی کینگسون و راندی اورتن و شیمس و جف ھاردی و ای جی استایلز برنده شد بعد از ان بابی لشلی به درو مکینتایر حمله و میکند و د میز صاحب مانی ان د بنک درو مکینتایر را کش میکند و پیروز میشود و قهرمان جدید WWE د میز میشود اما میز در شوی راو چلنج بابی لشلی را قبول و در برابر لشلی شکست خورد و کمربند خور را تز دست داد.
پس از درگیری های بسیار زیاد بین بابی لشلی،میز،شیمس مسابقه ی درو مکینتایر در برابر بابی لشلی بر سر کمربند wwe در رسلمنیا ۳۷ شب اول ثبت شد که در آن مسابقه با دخالت منیجر لشلی یعنی ام وی پی، شکست خورد و لشلی قهرمان باقی ماند.
در درفت سال ۲۰۲۱ درو مکنتایر به اسمکداون درفت شد و پس از مدت ها میتواند به جایی بازگردد که فعالیت رسلینگی خود را در wwe از آنجا آغاز کرد.
همچنین بین مردم شایعه شده‌ درصورت باخت براک لزنر برابر رومن رینز در کرون جول عربستان ، درو مکینتایر قهرمان بعدی تایتل یونیورسال خواهد بود .
همچنین او در کرون جول مقابل بیگ ای مسابقه ای را سر تایتل wwe برگزار می کند .او بعد از باخت به بیگ ای درگیری اش را با هپی کوربین و مدکب ماس آغاز کرد و در رویداد روز1 مدکب ماس را شکست داد اما آن دو در بک استیج به درو حمله کردند و او را مصدوم کردند.درو مکینتایر در رویداد رویال رامبل2022 بازگشت و هپی کوربین و مدکب ماس را حذف کرد و در المنیشین چیمبر2022 برای بار دوم مدکب ماس را در مسابقه پیروزی در هر مکان شکست داد و در شب اول رسلمینیا38 هپی کوربین را شکست داد.او در رسلمینیا بک لش2022 با رندی اورتن و ریدل تیم شد تا در مقابل رومن رینز و پسر عمو هایش یعنی اوسو ها قرار بگیرند اما در آن مسابقه شکست خوردند.درو افراد زیادی که سرشناس بودند را برده است افرادی مانند گلدبرگ و  بابی لشلی و  براک لزنر  و  رندی اورتن   بیگ شو  و  هپی کوربین  و براون استرومن  را شکست داده است .او در رویال رامبل ۲۰۲۰ براک لزنر که هیچ کس نمیتوانست آن را شکست دهد درو مکینتیار آن را حذف کرد و در اخر هم رومن رینز را حذف کرد و برنده شد.